# Hypsicera mukanwa
Hypsicera mukanwa là một loài tò vò trong họ Ichneumonidae.